# Yara (telenovela)
Yara es una telenovela mexicana, producida por Ernesto Alonso para Televisa y emitida en el año de 1979. La historia es original de Marissa Garrido, acerca de las situaciones de una indígena lacandona en la ciudad. Es protagonizada por Angélica María y  Jaime Moreno, con las actuaciones antagónicas de Alma Muriel, Rosa María Moreno, Carlos Ancira, Juan Peláez, Blanca Guerra.

## Argumento
Yara (Angélica María) es una indígena lacandona que llega, desde Chiapas, a la Ciudad de México en busca de una mejor calidad de vida. Al llegar se encuentra con diversos obstáculos, como la hostilidad de la gente y su nula precaución al cruzar las calles y avenidas. En una de esas situaciones, es atropellada por Andrés (Juan Peláez), quien no la deja a su suerte y se la lleva a su casa. Mientras Yara se enamora de Andrés, él se aprovecha de su ignorancia, ingenuidad e inocencia, al planear una boda falsa para darle celos a Leticia (Alma Muriel). Pasaba el tiempo y Yara sufría el desprecio de la sociedad y de las personas que la rodeaban, pero al mismo tiempo forjaba su carácter. Tras descubrir la trampa de Andrés, Yara huye y acude con Juan Carlos (Eric del Castillo), quien se convierte en su protector. Sin embargo, Andrés la encuentra y le confiesa que hizo una apuesta con Juan Carlos, que consistía en que él se quedara con ella. Ante ello, Yara le apuesta a Andrés a que en un tiempo, él será quien ruegue por su amor ante sus pies. En tanto, aparece Eladio (Jaime Moreno) a expresar sus sentimientos a Yara, de quien se había enamorado desde que llegó a la ciudad, aunque se esperó a que se superara para estar a su altura. Posteriormente, Yara conoce a Mauricio (Frank Moro), quien la apoya transformando su apariencia y modales, además de convertirla en una cantante famosa.

## Elenco
- Angélica María .... Yara
- Jaime Moreno .... Eladio
- Alma Muriel .... Leticia
- Juan Peláez .... Andrés Durán
- Blanca Guerra .... Regina
- Miguel Manzano .... Felipe Altamirano
- Carlos Ancira .... Enrique Gil
- Rosa María Moreno .... Amelia
- Sergio Ramos "El Comanche" .... El Cachetes
- Aurora Clavel .... Sabina
- Eric del Castillo .... Juan Carlos Miravonn
- Elizabeth Aguilar .... Lizzett
- Sergio Gómez
- Roberto Antúnez .... Liborio
- Ignacio Rubiell
- Rossy Mendoza .... Rossy Miranda
- Frank Moro .... Arq. Mauricio Chávez Morán
- Manuel Guízar
- Guillermo Gil.... Roberto Santos
- Martha Patricia .... Matilde
- Fausto Fierro
- Gustavo del Castillo....Dany del Río
- Salvador Sánchez
- Tito Durán
- Graciela Döring.... Petra
- Guillermo Zarur .... Manuel
- Martha de Castro....Violeta
- Delia Magaña.... "La teporocha"

## Producción
- Historia Original: Marissa Garrido
- Director de escena: Alfredo Saldaña
- Productor: Ernesto Alonso

## Dato
En ese año Angelica María que interpretaba a la protagonista estuvo en la serie El Chavo del 8.